# Phallostethus dunckeri
Phallostethus dunckeri é uma espécie de peixe da família Phallostethidae, endémica de Malásia. A IUCN classifica o estado de conservação desta espécie como vulnerável. Não estão identificadas subespécies no Catalogue of Life.